# Sobrepeña (Burgos)
Sobrepeña es una localidad del municipio burgalés de Merindad de Sotoscueva, en la Comunidad Autónoma de Castilla y León (España).
La iglesia está dedicada a san Juan Bautista.

## Localidades limítrofes
Confina con las siguientes localidades:
- Al norte con Ahedo de Linares.
- Al noreste con Linares.
- Al este con Salazar.
- Al sur con Nela.
- Al oeste con Quintanilla-Valdebodres.
- Al noroeste con Cogullos.

## Demografía
Evolución de la población
| Gráfica de evolución demográfica de Sobrepeña entre 2000 y 2017    |
|                                                                    |
| Población de derecho (2000-2017) según el padrón municipal del INE |

## Historia
Así se describe a Sobrepeña en el tomo XIV del Diccionario geográfico-estadístico-histórico de España y sus posesiones de Ultramar, obra impulsada por Pascual Madoz a mediados del siglo XIX:

Lugar en la provincia, audiencia territorial, capitanía general y diócesis de Burgos (15 leguas), partido judicial de Villarcayo (1 ¼), ayuntamiento y merindad de Sotoscueva (3/4). Situado en una altura, con buena ventilación y clima frío, pero sano. Tiene 13 casas y una iglesia parroquial (San Juan Evangelista) servida por un cura párroco; contiguo a ella está el cementerio y cerca de la población una ermita dedicada a Nuestra Señora de la Paz. El término confina N Linares; E Salazar; S Cogullos, y O Nela. El terreno es de mediana calidad; la parte montuosa está poblada de encinas, robles y mata baja. Los caminos son locales. El correo se recibe de Villarcayo. Producciones: cereales, legumbres y patatas; cría ganado cabrío, de cerda y caza de perdices. Población: 7 vecinos, 26 almas. Capital productivo: 4.400 reales. Imponible: 261.
Diccionario geográfico-estadístico-histórico de España y sus posesiones de Ultramar